# Палаццо Вителли-алла-Канноньера
Палаццо Вителли-алла-Канноньера (итал. Palazzo Vitelli alla Cannoniera — Дворец Вителли как бойница) — палаццо (дворец) в городке Читта-ди-Кастелло («Город-крепость») в итальянском регионе Умбрия в провинции Перуджа.

## История
Строительство дворца велось в основном между 1521 и 1532 годами и завершилось оформлением интерьеров в 1545 году к свадьбе кондотьера (предводителя наёмников) Алессандро Вителли (1500—1554), внука Никколо Вителли, и Анжелы Паолы де Росси.
Дворец выходит окнами в сад, который в XVI веке был известен в Европе благодаря коллекции экзотических растений.
В 1907 году живописец и антиквар Элиа Вольпи, ранее работавший над реставрацией Палаццо Даванцати во Флоренции, приобрёл и отреставрировал дворец, подарив его в 1912 году городу для размещения Муниципальной художественной галереи.
Главный фасад здания украшен сграффито Кристофано Герарди по рисункам Джорджо Вазари с отсылками к именам и гербам донаторов среди декоративных вазонов, маскаронов и символов алхимических элементов. Комнаты богато декорированы мотивами в честь военной доблести семьи Вителли. Монументальная лестница, ведущая на второй этаж, украшена картинами с изображением бога Аполлона и муз по тексту «Метаморфоз» Овидия.

## Муниципальная галерея Читта-ди-Кастелло
С 1912 года во дворце размещается Коммунальная пинакотека (картинная галерея) Читта-ди-Кастелло — главный музей живописи и искусства итальянского региона Умбрия, наряду с Национальной галереей Перуджи. Собрание пинакотеки отражает развитие изобразительного искусства за значительный исторический период XIII—XX веков с особенным вниманием к шедеврам эпохи итальянского Возрождения.
Коллекция состоит в основном из картин, полученных из религиозных учреждений, закрытых в XIX веке после объединения Италии, а также отражает покровительство семьи Вителли, видных союзников семьи Медичи. Произведения искусства XX века появились в результате частных пожертвований отдельных коллекционеров и меценатов.
Самыми ранними экспонатами являются произведения XIII века, такие как величественное панно с Мадонной на троне с Младенцем и шестью ангелами работы мастера Читта-ди-Кастелло, последователя Дуччо ди Буонинсенья. Основная часть экспозиции включает шедевры эпохи Возрождения, подчеркивающие связи семей Вителли и Медичи. Музей предлагает вниманию посетителей ряд работ Луки Синьорелли от ранних, показывающих влияние Пьеро делла Франчески до «Мученичества святого Себастьяна», а также ранние произведения Рафаэля. Другие знаменитые произведения галереи: «Коронование Девы» Гирландайо, картины Рафаэллино дель Колле, Кристофоро Ронкалли (Помаранчо) и других художников.
В разделе XX века представлены работы Джорджо де Кирико, Ренато Гуттузо, Марио Мафаи и Карло Карра. В 2015 году в музее появилась постоянная коллекция работ Нуволо, друга и коллеги Альберто Бурри, новатора в области шелкографии.

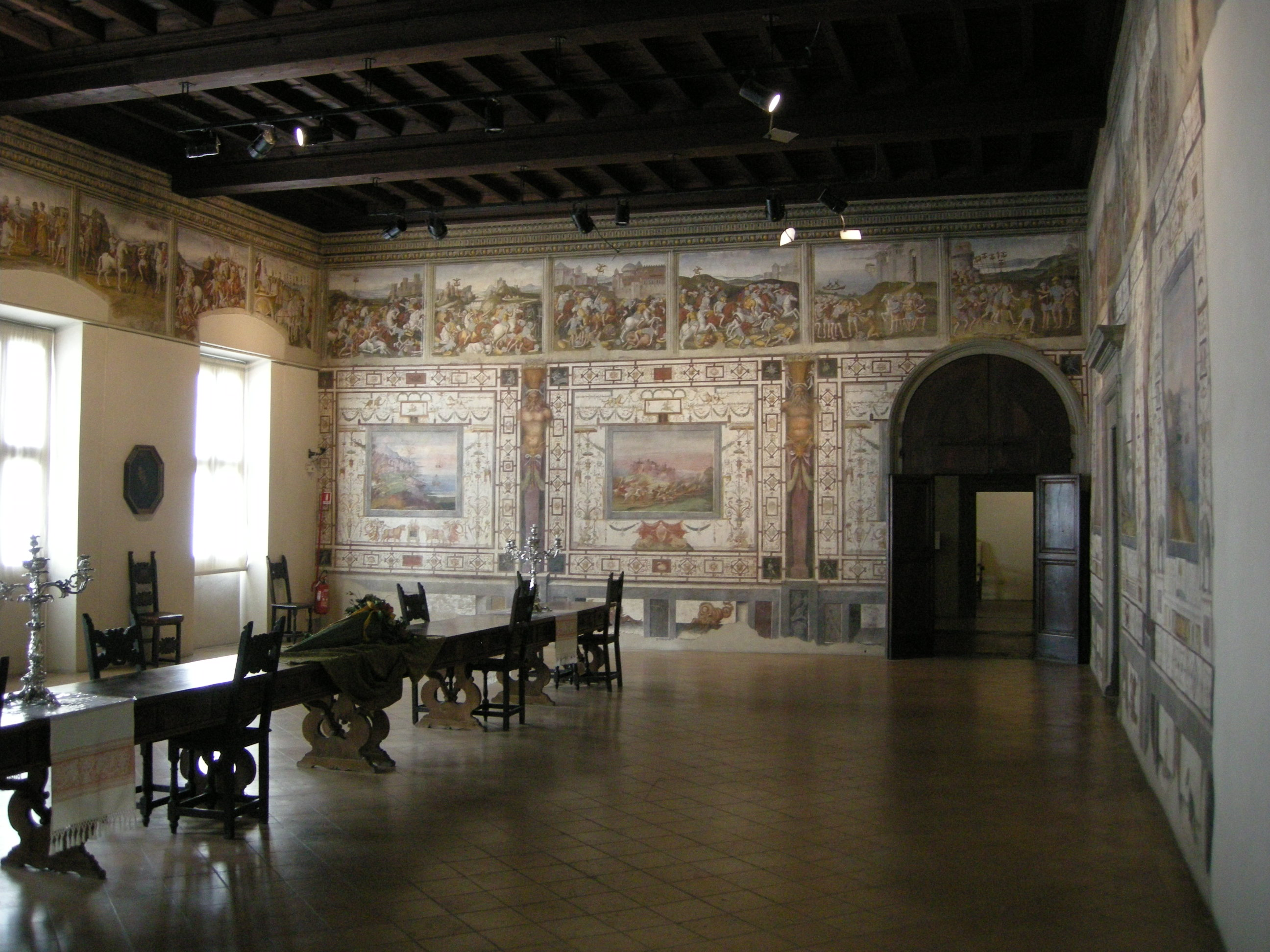
Большой зал
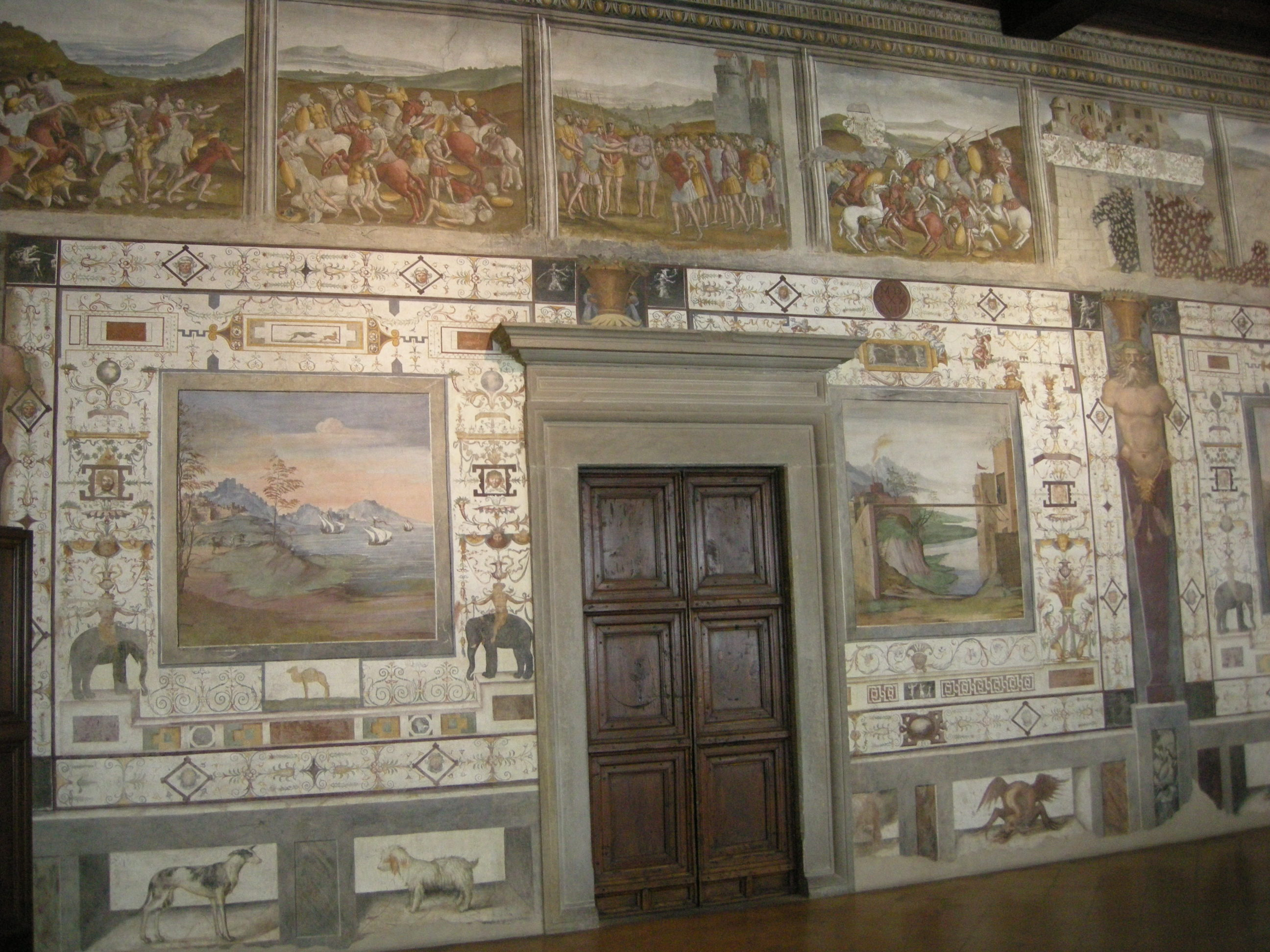
Росписи Большого зала
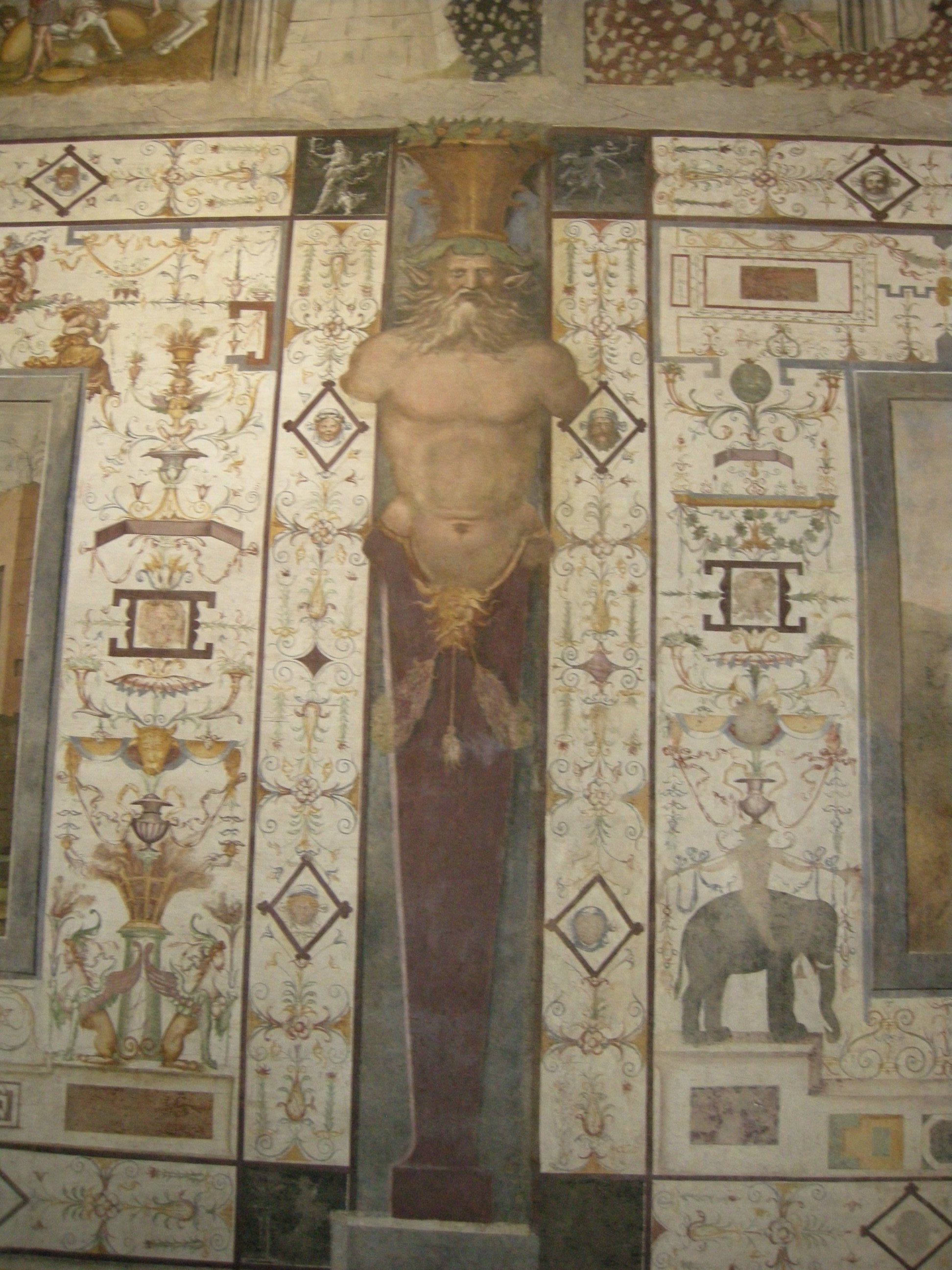
Гротески Большого зала
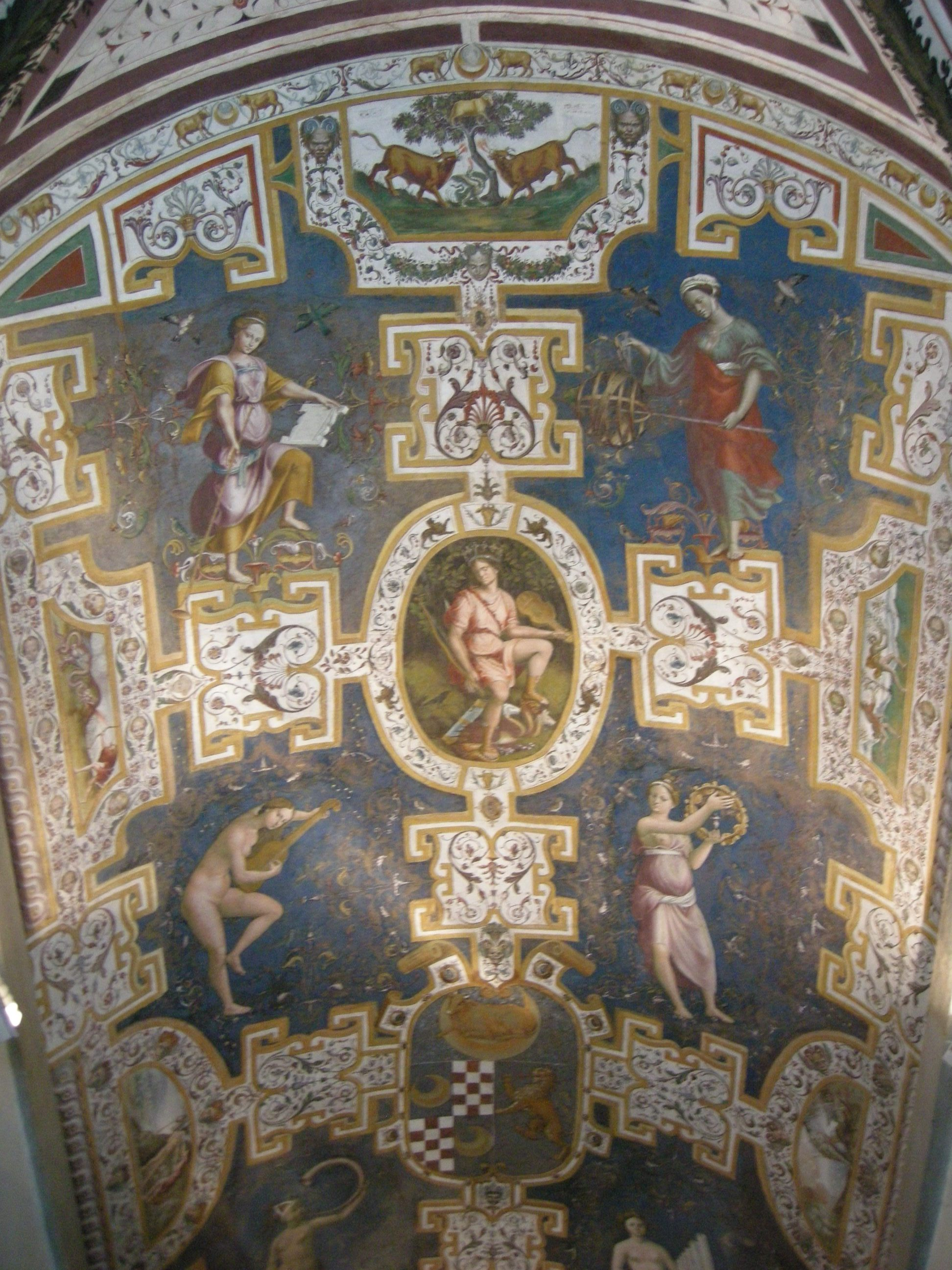
Росписи свода лестницы
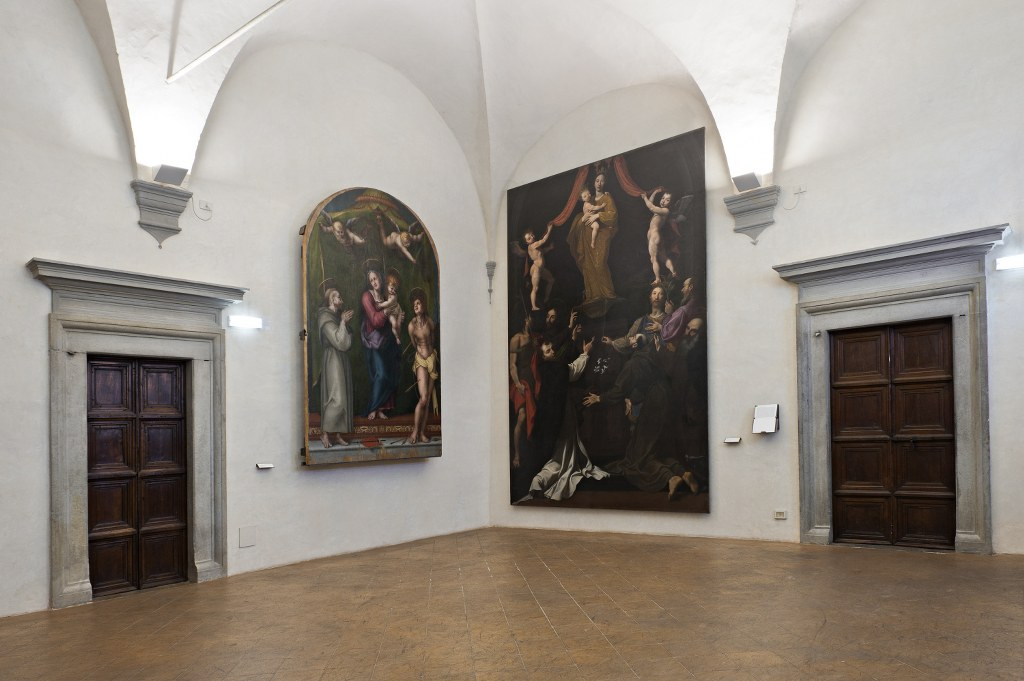
Один из залов пинакотеки
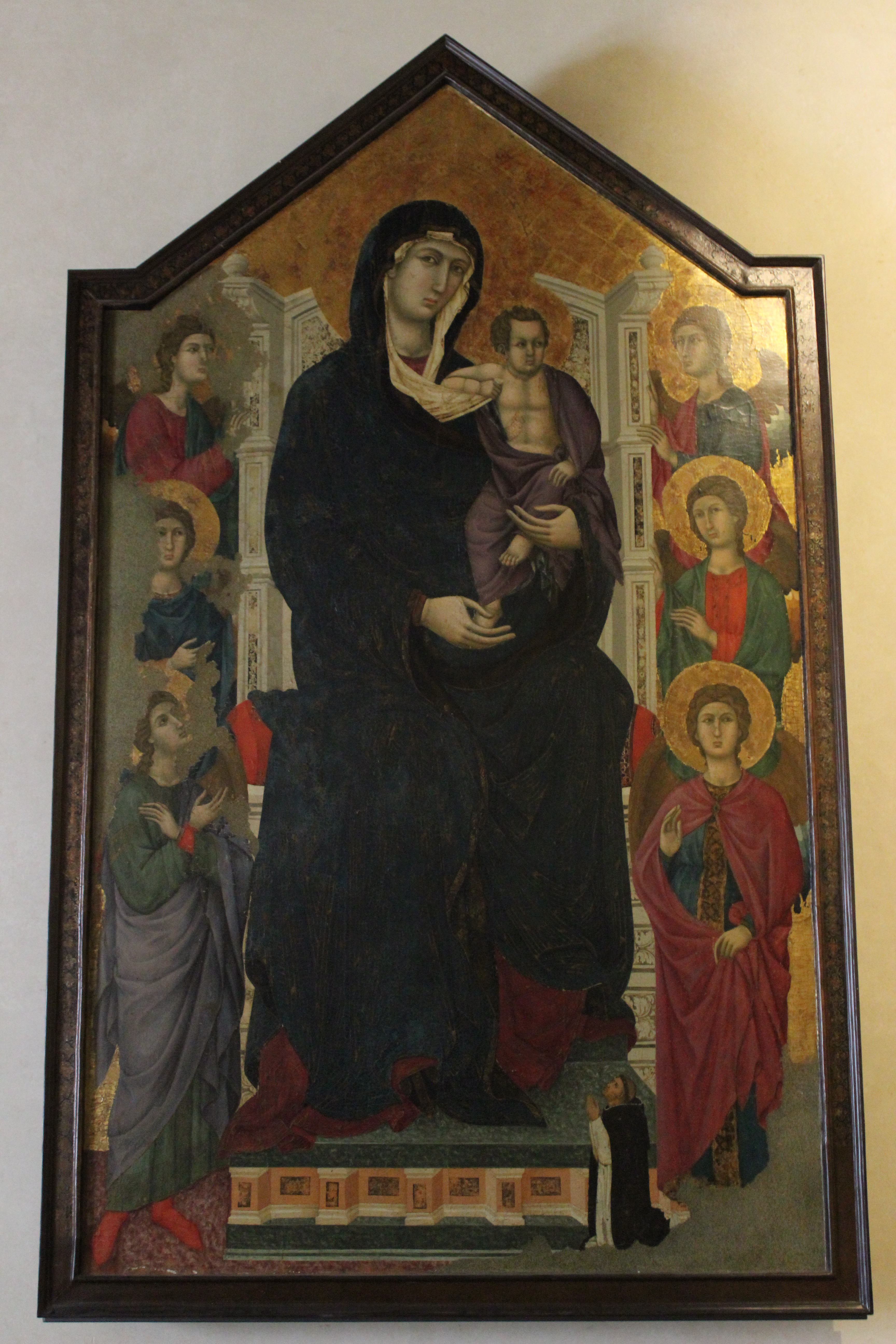
Мастер Читта-ди-Кастелло. Мадонна с Младенцем и ангелами. 1380-е. Дерево, темпера
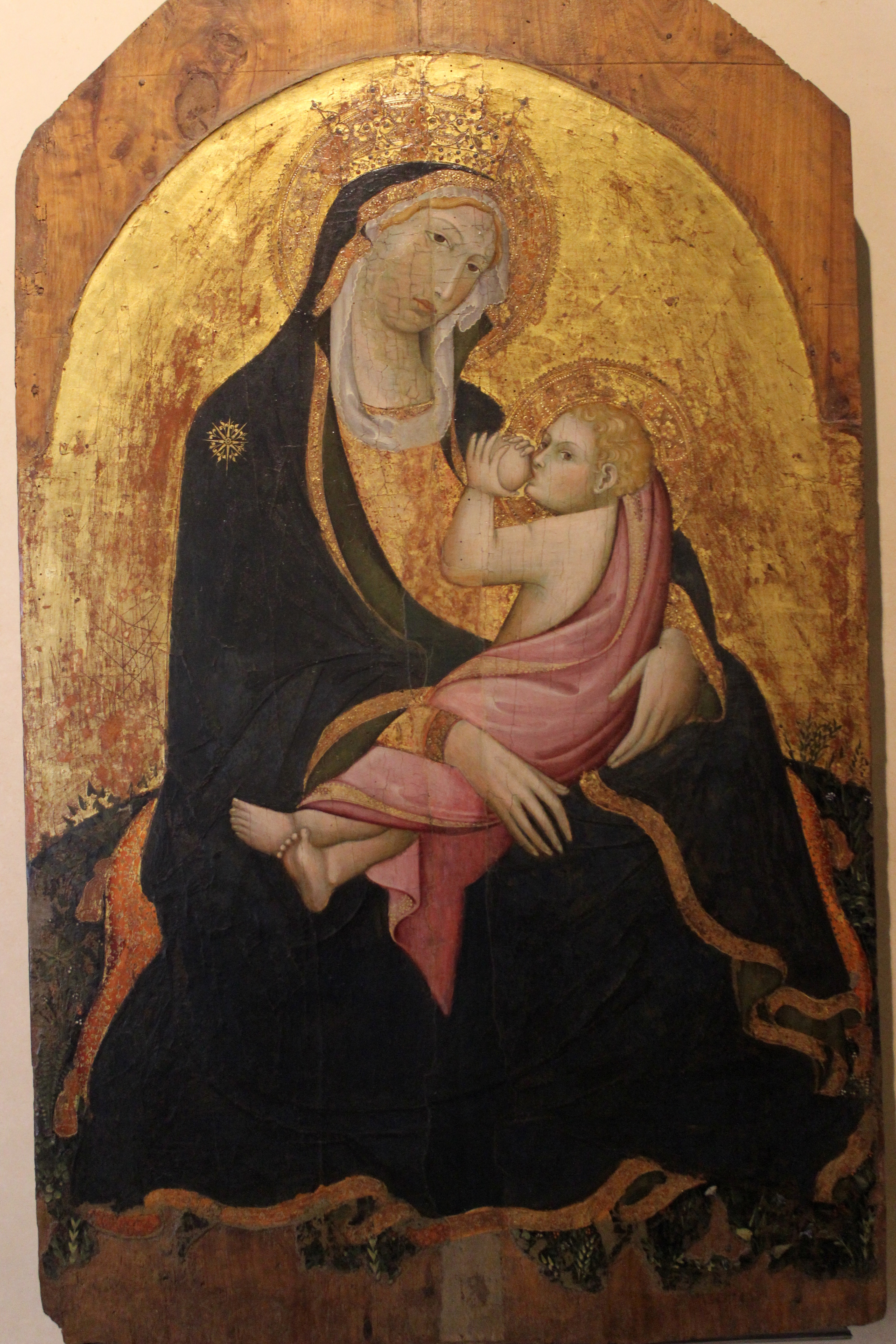
Андреа ди Бартоло. Мадонна смирения. 1410-е. Дерево, темпера
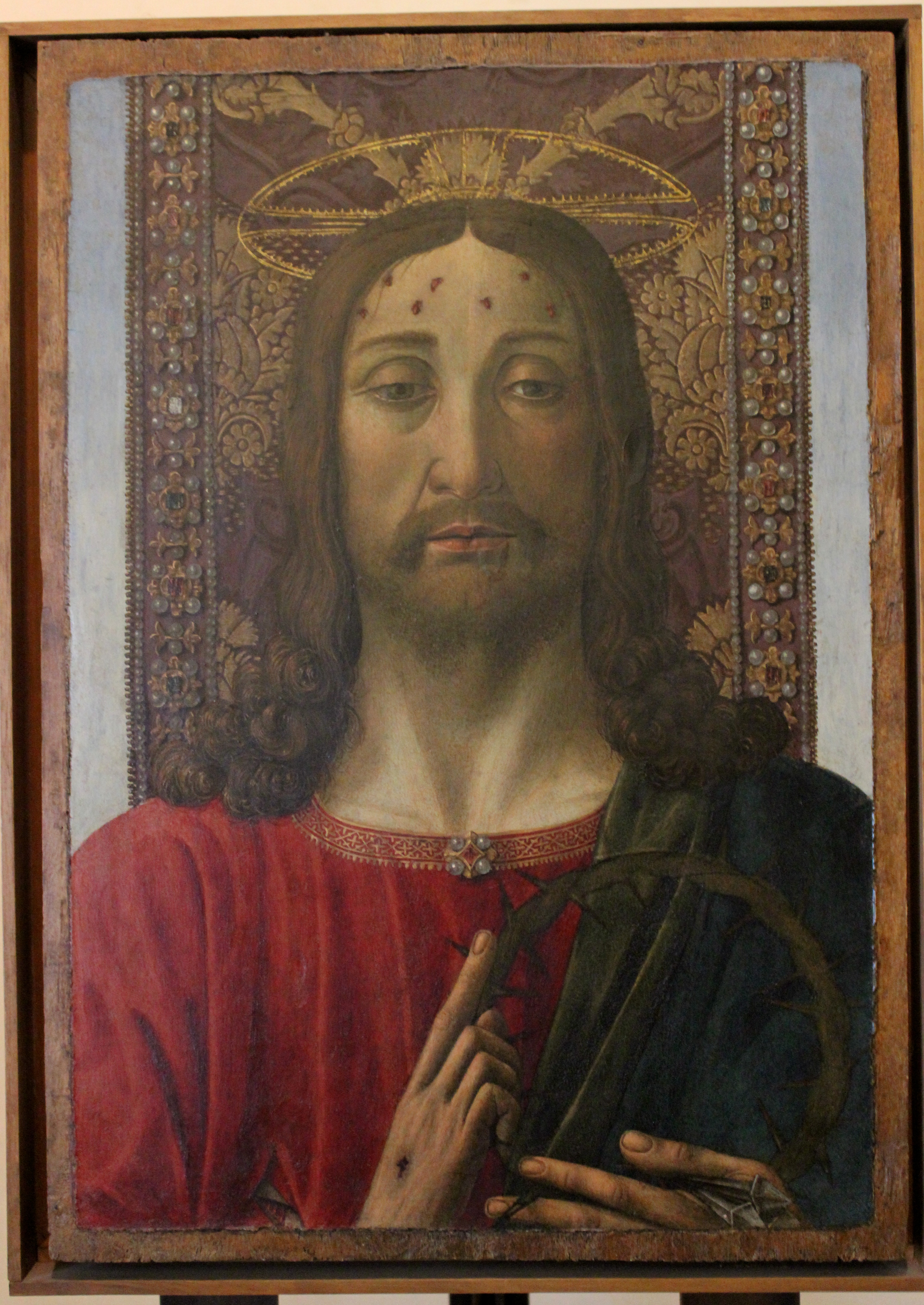
Aнонимный мастер. Благословляющий Христос. XV в. Дерево, темпера
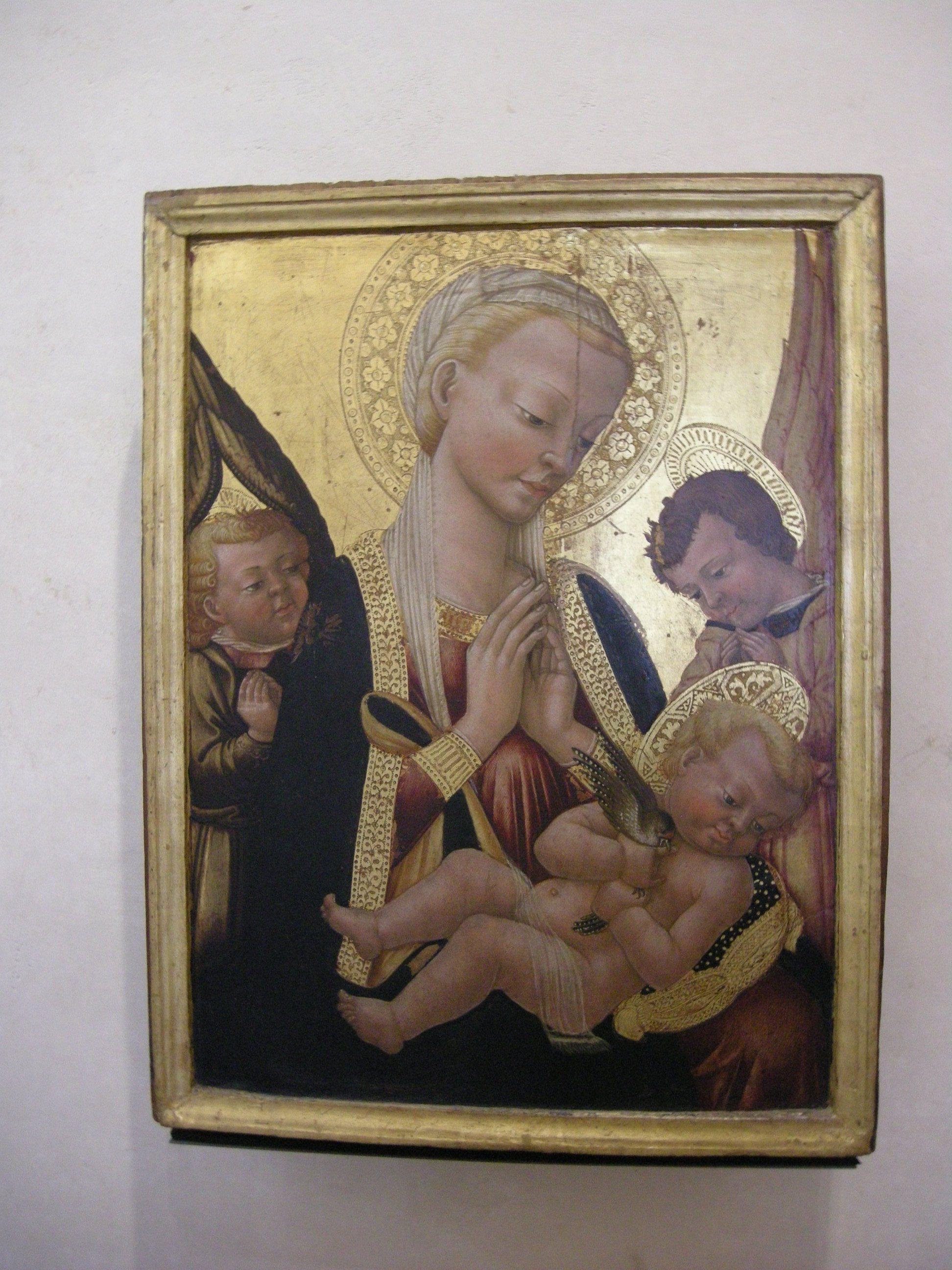
Нери ди Бичи. Мадонна с Младенцем и ангелами. 1440-е. Дерево, темпера
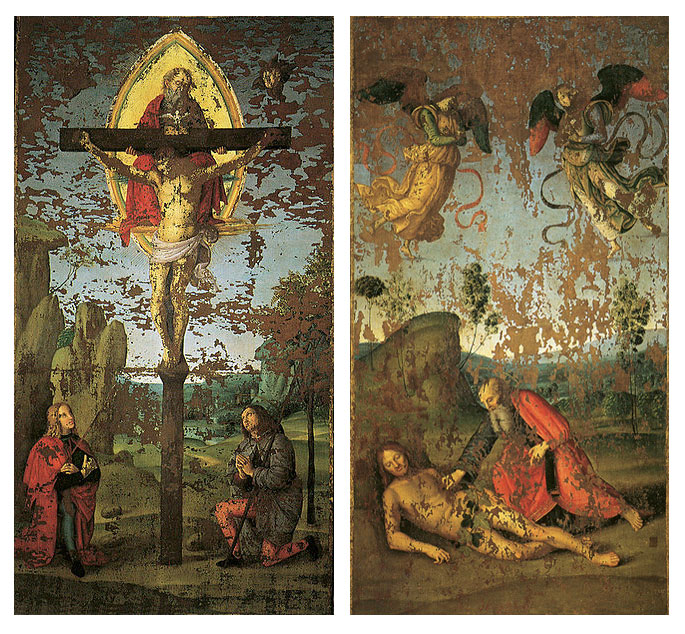
Рафаэль Санти. «Знамя Пресвятой Троицы». Диптих: Распятие, Сотворение Евы из ребра Адама. 1499. Дерево, темпера, масло.
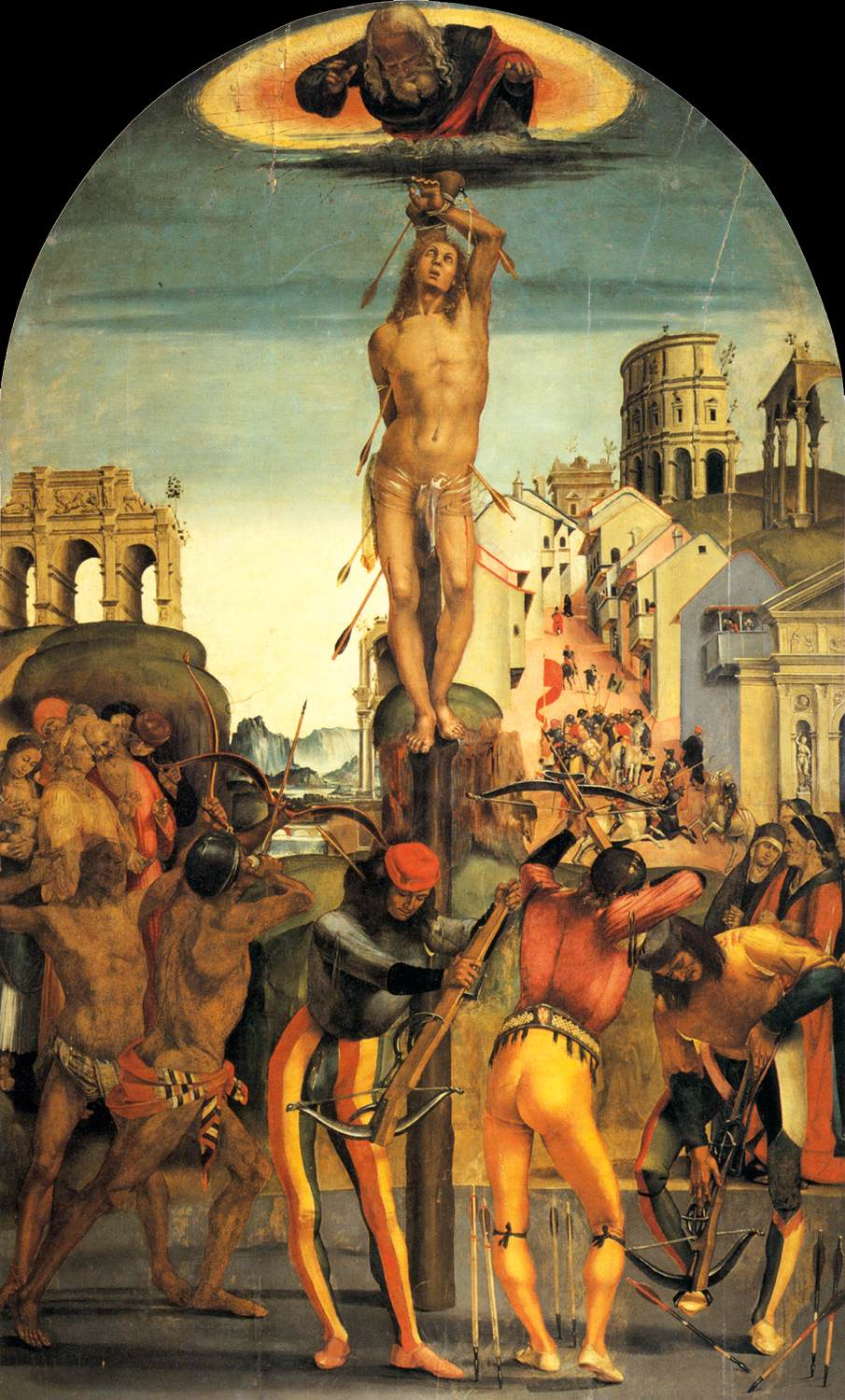
Л. Синьорелли. Мученичество Святого Себастьяна. Ок. 1498. Дерево, масло
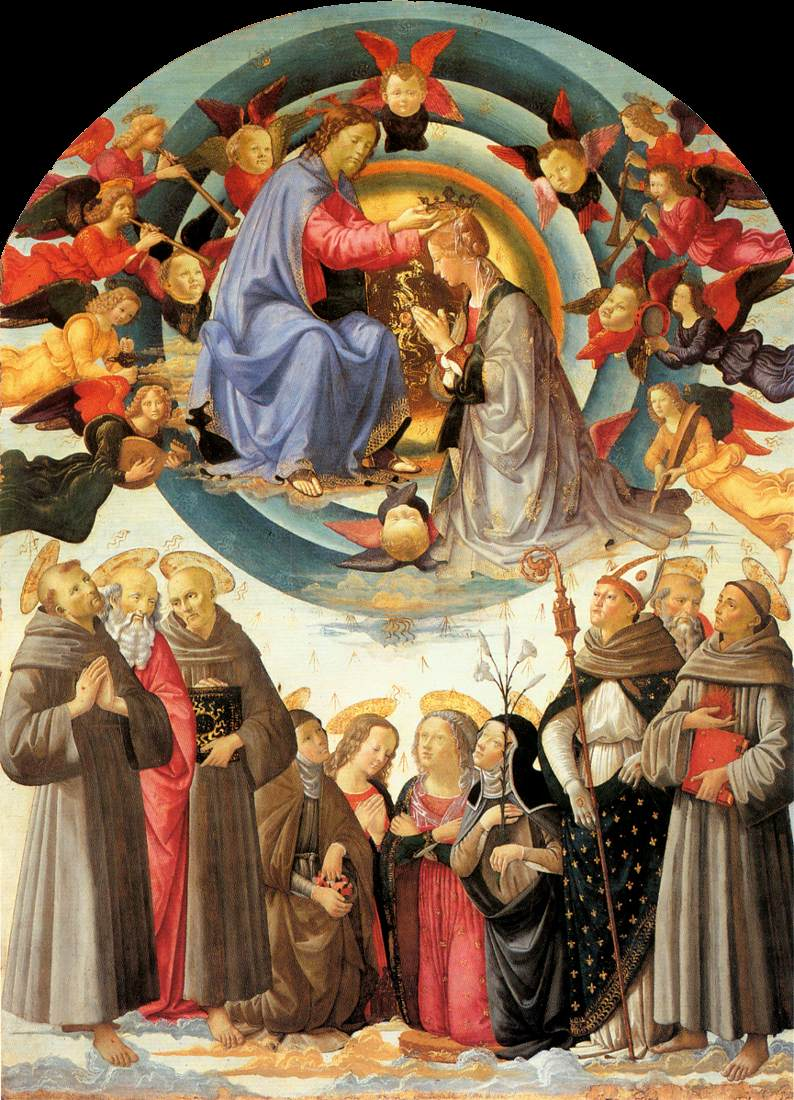
Д. Гирландайо. Коронование Девы. 1486. Дерево, темпера